# 민주통일국민회의
민주통일국민회의(民主統一國民會議, 약칭 국민회의)는 1984년 10월 16일 창립된 대한민국 시민 단체다.
1970년대 민주화 운동에 헌신한 재야 명망가들인 장기표, 백기완, 김병걸 등을 중심으로 해서 96명의 발기로 창립되었으며, 의장은 문익환이었다.
1985년 3월 29일 민중민주운동협의회와 함께 민주통일민중운동연합으로 통합 결성되었다.

## 추진과정
- 1984년 8월 30일 문익환, 윤반웅, 계훈제, 성내운, 유인호, 김병걸, 백기완, 유운필, 이창복, 김승균, 임채정, 장기표가 서울 아현동에서 모여 민주주의 실현과 민족통일을 달성하기 위해 범 국민적 민주 통일 운동이 전개되어야 하며, 이를 위해 민주 민권 운동에 앞장서 왔던 사람들로 재야 민주 통일 운동단체가 필요하다는데 합의
- 1984년 10월 5일 발기인 96명 명단을 확정
- 1984년 10월 16일 12시 장충동 분도회관내 피정의 집 강당에서 발기인 96명 중 52명이 참석하여 계훈제를 임시 의장으로 창립대회를 개최하고, “민주 통일의 깃발을 드높이자”는 제목으로 창립선언서를 채택하고 정관확정 및 강령을 채택

| “ | 민주통일국민회의는 민족해방과 민주·민권의 확립을 위해 싸워온 선열들의 고귀한 전통과 정신을 이어받고 민주화와 민족통일을 열망하는 모든 인사, 모든 운동단체들의 활동을 지지하고 지원하면서 이들과의 강력한 연대를 토대로 민주화의 길을 통한 민족해방운동의 차원에서 범국민적인 민주·통일운동을 전개하고자 한다. 이 운동이 반민주·반민족적인 세력 속에서 일어날 수 없다는 것은 극히 자명하며 개별 분산적인 어떠한 사회운동도 민주화와 민족통일의 대업을 이룩하는 데 제한된 역할을 수행할 뿐임을 그 동안의 역사적 경험을 통해서 분명히 깨달았기에 우리는 격동하는 주변정세를 주체적으로 적극 활용할 수 있는 민족·민중 주체세력을 체계적으로 형성하여야 함을 깊이 인식한다. 그리하여 이러한 목적을 실현하기 위하여 민주통일국민 회의는 민중의 창의력과 민중에 대한 신뢰에 기초하여 참다운 인간해방의 이념과 실천방법을 창출해 내어 민족통일에서 비롯되는 인류번 영 및 세계평화를 구현할 민주역량을 폭넓게 계발, 조직해 나갈 것이다. 분단의 극복과 민족통일 없이는 민족의 해방과 민족의 자주가 이루어질 수 없으며 민주화의 길을 통하지 않고는 분단의 극복과 민족통일이 성취될 수 없다는 것이 우리의 확신이다. 민주화와 민족통일을 소망하는 모든 민중이 적극적으로 참여하는 우리 민주통일국민회의는 민주주의를 실현하고 민족분열의 거대한 장벽을 허물 때까지 불퇴전의 용기로 맞서 싸워 나아갈 것임을 엄숙히 천명한다. | ” |
|   | — 창립 선언서 |   |

## 조직
- 의장 문익환
- 부의장 계훈제, 신현봉
- 중앙위원회 위원장 강희남
- 감사 유운필, 곽태영
- 분과 위원장 백기완(통일문제위원회), 김병걸(문화교육위원회), 고영근(인권대책위원회), 문정현(민주발전위원회), 김승균(국제관계위원회), 임채정(민생문제위원회)
- 사무총장 이창복

## 소재지
서울특별시 중구 장충동 1가 56의 12 분도빌딩 407호

## 활동
민중해방, 자유 평등 사회의 실현을 위해 당면과제로서 반외세자주화, 반독재민주화, 조국통일을 설정하고 출범 이후 국가보안법 철폐, 토지공개념 도입, 민주정의당 해체 등의 반파쇼 민주화운동을 전개했다.